# دانيال مورغان
دانيال مورغان (بالإنجليزية: Daniel Morgan)‏ (6 يوليو 1736 - 6 يوليو 1802) هو رائد وجندي وسياسي أمريكي من فيرجينيا. وكان من البارعين في وضع تكتيكات ساحات المعارك خلال حرب الاستقلال الأمريكية (1775-1783)، كما قاد القوات لاحفا لقمع تمرد الويسكي (1791-1794).
ولد مورغان في نيو جيرسي لمهاجرين ويلزيين، واستقر في وينشستر في فرجينيا. أصبح ضابطا في ميليشيا فرجينيا وقام بتجنيد مجموعة من الجنود في بداية حرب الاستقلال. وفي بدايات الحرب، خدم مورغان في حملة كيبيك بقيادة بينيديكت أرنولد وفي حملة ساراتوجا. كما عمل في حملة فيلادلفيا لكنه استقال من الجيش في 1779.
عاد مورغان إلى الجيش بعد معركة كامدن، وقاد الجيش القاري للفوز في معركة كاوبنز. تقاعد مورغان من الجيش مرة أخرى بعد الحرب وامتلك عقارا كبيرا. تم استدعاءه إلى الواجب في عام 1794 للمساعدة في قمع تمرد الويسكي، وقاد جزءا من الجيش الذي بقي في ولاية بنسلفانيا الغربية بعد التمرد. كان موررغان عضوا في الحزب الفيدرالي، وترشح مرتين لمجلس النواب الأمريكي، وفاز في انتخابات مجلس النواب في عام 1796. تقاعد من الكونغرس في 1799 وتوفي في عام 1802.

## سنواته الأولى
يُعتقد بولادة دانيال مورغان في نيو هامبتون التابعة لبلدة لبنان في نيوجيرسي. كان جميع أجداده الأربعة من المهاجرين (الوالزيين) الذين عاشوا في بنسلفانيا. كان مورغان الطفل الخامس بين خمسة أطفال لأبويه جيمس مورغان (1702 - 1782) وإليانور لويد (1706 - 1748). عندما كان عمر مورغان 17 عامًا، ترك المنزل بعد خلاف نشب بينه وبين والده. بعد تنقله بين عدة أعمال صغيرة في بنسلفانيا، انتقل إلى وادي شيناندواه. استقرّ أخيرًا على حدود ولاية فيرجينيا، بالقرب من وينشيستر، فيرجينيا.
عمل في تسوية الأرض وعامل نشارة وسائق خيول. خلال عامٍ واحد فقط، جمع ما يكفي من المال لشراء فريقه الخاص. خدم مورغان كسائق مدني خلال الحرب الفرنسية والهندية برفقة ابن عمه دانيال بون. بعد عودته من الزحف نحو حصن دوكيسن (بيتسبرغ)، أمر الجنرال برادوك معاقبته ب499 جلدة (عادة ما تكون عقوبة مميتة) لهجومه على أحد كبار الضباط. وهكذا حصل مورغان على كراهية الجيش البريطاني له. ثم التقى بأبيجيل كاري؛ والتي تزوجها وحظي منها بابنتيه نانسي وبيتسي.
خدم مورغان لاحقًا جنديًا في كتيبة الرماة في القوات البلدية المعنية بحماية المواطنين الغربيين من الغارات الهندية المدعومة من فرنسا. بعد انتهاء الحرب بفترة من الزمن، اشترى مزرعة واقعة بين وينشيستر وباتلتاون. بحلول عام 1774، كان ثريًا لدرجة أنه امتلك 10 عبيد. شارك بنفس العام في حرب اللورد دونمور، مشاركًا في الغارات على قرى شواني في مقاطعة أوهايو.

## الثورة الأمريكية

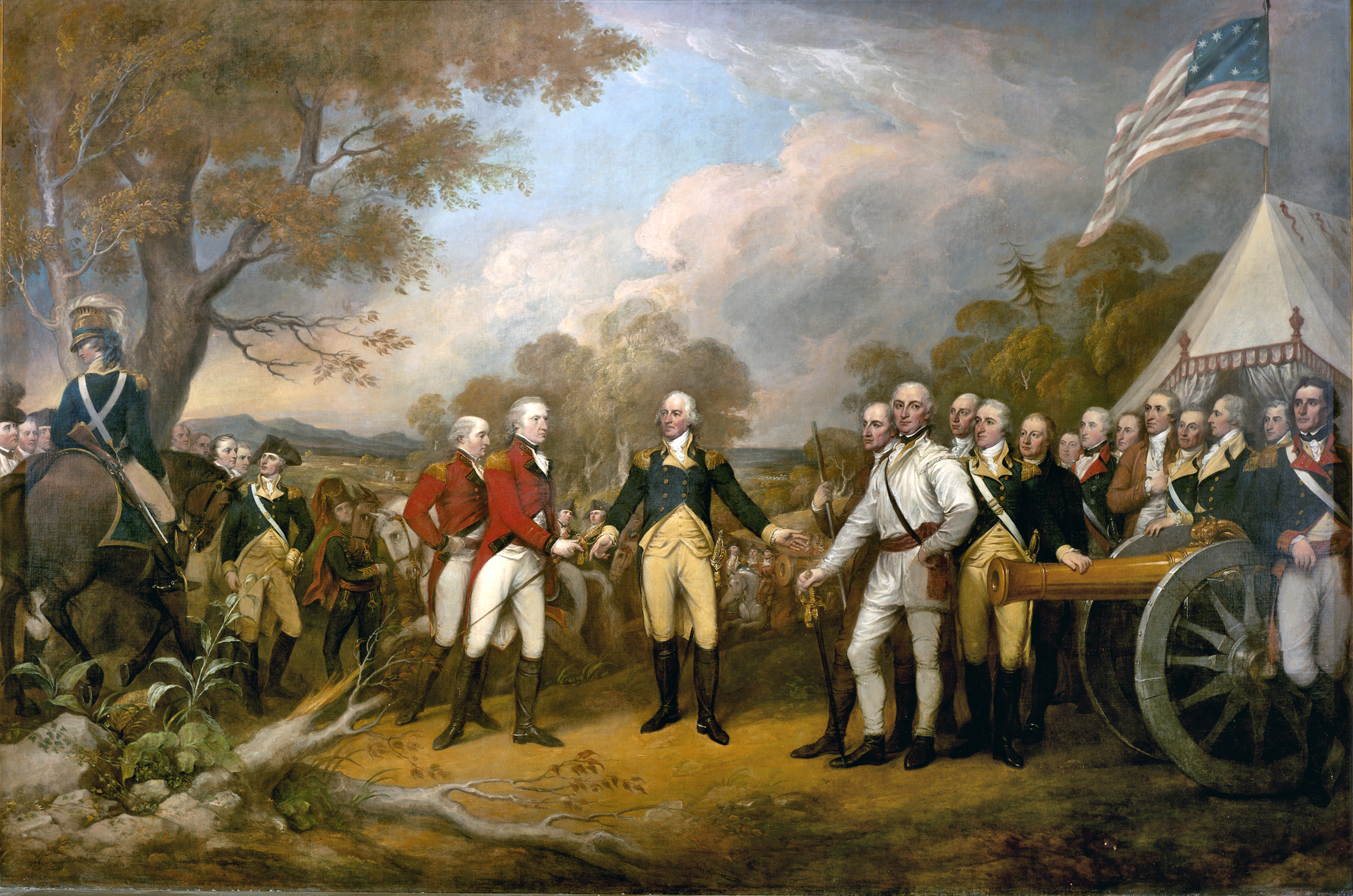
استسلام الجنرال بورغوين في 17 أكتوبر 1777

بعد بدء معركة الاستقلال الأمريكية في معارك ليكسينغتون وكونكورد في 19 أبريل من عام 1775، أنشأ المؤتمرُ القاري أو مؤتمرُ فيلادلفيا الجيشَ القاري في 14 يونيو من عام 1775. ودعوا إلى تشكيل 10 وحدات عسكرية من المستعمرات الوسطى لدعم حصار بوسطن، وفي أواخر العام 1775 وافقت فيرجينيا على إرسال وحدتين. اختار مجلس بورغيسيس التابع لولاية فيرجينيا دانيال مورغان لتولي تشكيل إحدى تلك الوحدات قيادتها. والذي كان بالفعل ضابطًا في الجيش الشعبي لولاية فرجينيا منذ الحرب الفرنسية والهندية.
جنّد مورغان 96 رجلًا في غضون 10 أيام فقط وجمعهم في وينشستر في 14 يوليو. أطلق على كتيبة الرماية التابعة له اسم «كتيبة رماية مورغان». أُقيمت كتيبة أخرى من شيبردزتاون (فيرجينيا الغربية) من قبل منافسه هيو ستيفنسون. خططت كتيبة ستيفنسون مبدأيًا لملاقاة كتيبة مورغان في وينشيستر، إلا أنه وجدهم قد رحلوا. مشى مورغان برفقة رجاله مسافة 600 ميل (970 كيلومتر) إلى بوسطن، ماساتشوستس خلال 21 يومًا ووصلوا في 6 أغسطس عام 1775. أطلق المحليون على تلك الرحلة اسم «مسيرة طريق النحل»، بالإشارة إلى أن ستيفنسون مشى برجاله مسافة 600 ميل من نقطة التي كان من المفترض عليه لقاء مورغان فيها، ووصل في غضون 24 يومًا إلى كامبريدج في يوم الجمعة 11 أغسطس عام 1775. امتلكت كتيبة مورغان تقدمًا ملحوظًا على بقية الوحدات. بدلًا من استخدام أسلحة ذات جوف أملس والتي استُخدمت في معظم الوحدات العسكرية البريطانية والأمريكية، حمل رجاله البنادق. كانوا أخف حملًا وأسهل في التصويب وأكثر دقة، إلا أنهم كانوا أبطأ في إعادة التعبئة. استخدمت وحدة مورغان العسكرية أسلوب حرب العصابات، إذ يطلقون النار في البداية على المرشدين الهنود الذين قادوا القوات البريطانية نحو التضاريس الوعرة، ثم يستهدفون القادة. اعتبر الجيش البريطاني حرب العصابات أسلوبًا معيبًا؛ إلا أنه خلق فوضى في صفوف الجيش البريطاني.

### غزو كندا
لاحقًا في ذلك العام، صرّح المؤتمر القاري بغزو كندا. أقنع الكولونيل بنديكت أرنولد الجنرال واشنطن بدء هجوم شرقي لدعم غزو مونتغومري. وافق واشنطن على إرسال ثلاث وحدات من بين قواته في بوسطن، تطوعت كل الكتائب الموجودة في بوسطن، وأجريت قرعة لاختيار من سيذهب منهم. كانت كتيبة مورغان واحدة منهم.
اختار بنديكت أرنولد الكابتن مورغان لقيادة السريات الثلاثة ضمن كتيبة واحدة. انطلقت حملة أرنولد من الحصن الغربي في 25 سبتمبر، برفقة مورغان الذي قاد الطرف الأمامي.
بدأت حملة أرنولد ب1000 رجل؛ إلا أنه مع الوقت الذي وصلوا فيه إلى كيبيك كان العدد قد تناقص ليصل إلى 600. بعد وصول رجال مونتغومري شنوا هجومًا مشتركًا. بدأت معركة كيبك في صباح 31 ديسمبر. انقضّت كلتا الكتيبتان وبدأتا بالهجوم معًا بقيادة كل من مونتغومري وأرنولد.

## روابط خارجية
- دانيال مورغان على موقع الموسوعة البريطانية (الإنجليزية)